# Bakał
Bakał (ros. Бака́л) – miasto w Rosji, w obwodzie czelabińskim. W 2010 roku liczyło 20 940 mieszkańców.